# Buluszkina
Buluszkina (ros. Булюшкина) – wieś (dieriewnia) w Rosji, w obwodzie irkuckim, w rejonie tułuńskim. W 2021 liczyła 372 mieszkańców.